# Arcturinoides gibbosus
Arcturinoides gibbosus är en kräftdjursart som beskrevs av Müller 1989. Arcturinoides gibbosus ingår i släktet Arcturinoides och familjen Arcturidae. Inga underarter finns listade i Catalogue of Life.